# Игошин, Максим Владимирович
Максим Владимирович Игошин (10 апреля 1978) — российский футболист, защитник, тренер.

## Биография
Воспитанник пензенской ДЮСШ № 4. Во взрослом футболе дебютировал в 1997 году в клубе «Зенит» (Пенза) в третьей лиге, в том же сезоне стал победителем зонального турнира третьей лиги. Затем провёл ещё два сезона за клуб во втором дивизионе. После окончания сезона 1999 года «Зенит» временно потерял профессиональный статус и футболист покинул клуб.
С 2000 года в течение пяти сезонов выступал во втором дивизионе за ульяновскую «Волгу», провёл более 100 матчей. Серебряный (2001, 2002) и бронзовый (2000) призёр зональных турниров второго дивизиона. В 2005 году перешёл в читинский «Локомотив», игравший в первом дивизионе, однако клуб в это время испытывал финансовые проблемы, понизился в классе и на следующий год был переименован в ФК «Чита». Летом 2006 года футболист перешёл в иркутскую «Звезду», с которой в том же году победил в зональном турнире второго дивизиона и затем провёл два сезона в первом дивизионе. В 2009—2010 годах играл за красноярский «Металлург», с которым в 2010 году победил в зональном турнире второго дивизиона. В сезоне 2011/12 снова играл в Ульяновске.
В 2012 году вернулся в пензенский «Зенит» и выступал за него в течение пяти следующих сезонов. Был капитаном команды. В 2017 году завершил игровую карьеру и перешёл на тренерскую работу в клубе, «Зенит» в это время в очередной раз потерял статус профессионального клуба и перешёл в любительские соревнования.
Всего за карьеру сыграл в первенствах России на профессиональном уровне 473 матча и забил 3 гола, в том числе в первом дивизионе — 96 матчей, во втором — более 350. В Кубках России дважды доходил до стадии 1/16 финала и участвовал в матчах против клубов премьер-лиги — «Алании» (2005) и «Анжи» (2011).

## Достижения
- Победитель второго дивизиона России: 2006 (зона «Восток»), 2010 (зона «Восток»)
- Победитель третьей лиги России: 1997 (зона 5)

## Личная жизнь
Женат, две дочери. Дочь Валерия (род. 2002) занимается художественной гимнастикой, была призёром всероссийских юношеских соревнований.